# Spiel des Todes
Spiel des Todes (koreanischer Originaltitel: 이재, 곧 죽습니다) ist eine südkoreanische Serie, basierend auf dem gleichnamigen Webtoon von Lee Won-sik und Ggulchan. Die Premiere der Serie fand auf dem südkoreanischen Streamingdienst TVING statt, der die Episoden 1–4 am 15. Dezember 2023 und die Episoden 5–8 am 5. Januar 2024 veröffentlichte. Im deutschsprachigen Raum erfolgte die Erstveröffentlichung der Serie simultan zu Südkorea durch Prime Video.

## Handlung
Nach einer Reihe von Rückschlägen beschließt Choi Yi-jae, den Kampf um ein besseres Leben aufzugeben und diesem und seinem Leiden ein jähes Ende zu setzen. Er hinterlässt einen Abschiedsbrief, in welchem er den Tod verhöhnt, und springt anschließend von einem Hochhaus. Der Tod wartet bereits auf ihn und offenbart sich ihm in der Gestalt einer Frau. Die Entscheidung von Choi Yi-jae, sich das Leben selbst zu nehmen, zu einem Zeitpunkt, als der Tod ihn eigentlich noch nicht zu sich holen wollte, hat ihn in die Hölle gebracht. Doch anstatt Choi Yi-jae direkt in die Hölle zu schicken, ist der Tod sehr erzürnt über die Aussagen, die Choi Yi-jae in seinem Abschiedsbrief über den Tod getätigt hat, und beschließt, ihm eine Lektion zu erteilen und ihn zu bestrafen. Choi Yi-jae ist gezwungen, das Leben von zwölf Menschen zu leben, die kurz vor dem Tod stehen, um den Schmerz des Sterbens in verschiedenen Formen zu spüren. Gelingt es ihm jedoch, in einem dieser Leben den vorzeitigen Tod abzuwenden, darf er die restliche Lebenszeit im Körper der betreffenden Person verbringen und hat, je nachdem, wie er den weiteren Lebensweg dieser Person gestaltet, die Chance, der Hölle zu entkommen. Sollte er jedoch scheitern, erwartet ihn ein Ticket direkt in die Tiefen der Hölle. Nachdem der Tod ihm offenbart hat, was ihn in der Hölle erwartet, ist Choi Yi-jae entschlossen, alles in seiner Macht Stehende zu tun, um zu überleben. Für Choi Yi-jae beginnt ein Spiel um Leben und Tod.

## Besetzung und Synchronisation
Die deutschsprachige Synchronisation entstand nach den Dialogbüchern von Michael Schernthaner jr. und Ila Panke sowie unter der Dialogregie von Michael Schernthaner jr. durch die Synchronfirma Arena Synchron in Berlin.
| Rolle                      | Schauspieler    | Synchronsprecher        |
| -------------------------- | --------------- | ----------------------- |
| Choi Yi-jae                | Seo In-guk      | Jeremias Koschorz       |
| Der Tod                    | Park So-dam     | Maria Hönig             |
| Park Jin-tae               | Choi Si-won     | Roman Wolko             |
| Song Jae-sub               | Sung Hoon       | Ozan Ünal               |
| Kwon Hyeok-su              | Kim Kang-hoon   | Jaron Müller-Schuch     |
| Lee Ju-hun                 | Jang Seung-jo   | Imme Aldag              |
| Cho Tae-sang               | Lee Jae-wook    | Nicolas Rathod          |
| Jang Geon-u                | Lee Do-hyun     | Karim El Kammouchi      |
| Jeong Gyu-cheol            | Kim Jae-wook    | Florian Clyde           |
| Ahn Ji-hyung               | Oh Jung-se      | Gerrit Hamann           |
| Obdachloser                | Kim Won-hae     | Asad Schwarz            |
| Büroangestellter           | Kim Gun-ho      | Mario Klischies         |
| Park Tae-u                 | Kim Ji-hoon     | Arne Stephan            |
| Lee Ji-su                  | Go Youn-jung    | Özge Kayalar            |
| Lee Jin-sang               | Yoo In-soo      | Lucas Wecker            |
| Woo Ji-hun                 | Choi Woo-jin    | Julian Tennstedt        |
| Vorsitzender Park Jin-seop | Nam Kyung-eup   | Frank Kirschgens        |
| Kim Hyeon-su               | Kim Sung-cheol  | Sebastian König         |
| Na Tae-seok                | Jeon Seung-hoon | Oscar Räuker            |
| Kim Seong-hyeop            | Seo In-geol     | Yannik Raiss            |
| Han Jun-sang               | Seo Woo-hyeok   | Janek Schächter         |
| Park Min-ji                | Han Ye-ji       | Josephine Martz         |
| Kim Eun-jae                | Bae Gang-hee    | Mascha Raykhman         |
| Kim Ji-young               | Jung Yong-ju    | Tobias John von Freyend |
| Kim Seok-jae               | Kim Dong-hyuk   | Jan Andreesen           |
| Yoo Gil-hak                | Choi One        | Ulrich Blöcher          |
| Polizeichef Lee Young-hoon | Kang Moon-kyung | Pierre Peters-Arnolds   |
| Seul-gi                    | Oh Ji-yul       | Elin Smolny             |
| Mutter von Choi Yi-jae     | Kim Mi-kyung    | Frauke Poolman          |
| Mutter von Kwon Hyeok-su   | Cho Seung-yun   | Antje Thiele            |
| Mutter von Cho Tae-sang    | Kim Joo-ah      | Daniela Kälin           |
| Mutter mit Baby            | Jo Ji-seung     | Leonie Dubuc            |
| Vater von Lee Su-yeon      | Jung Hee-tae    | Armin Schlagwein        |
| Bruder von Jang Geon-u     | Lee Seung-hee   | Julian Bloedorn         |
| Anwalt Kim                 | Im Ji-kyu       | Daniel Gärtner          |
| Boss                       | Kim Pub-lae     | Marco Kröger            |
| Flugbegleiterin            | Cho Ah-ra       | Paulina Weiner          |
| Sozialarbeiterin           | Kim Mi-ji       | Ahou Nikazar            |
| Polizist                   | Lee Joong-hyun  | Richard Lingscheidt     |
| Arzt                       | Park Joon-sang  | Dirk Talaga             |
| YouTuber                   | Lim Wook-jin    | Daniel Johannes         |
| PD                         | Ryeoun          | Luca Kämmer             |

## Episodenliste
| Nr. | Deutscher Titel                               | Originaltitel                                 | Erstveröffentlichung (Südkorea) | Deutschsprachige Erstveröffentlichung (D/A/CH) |
| --- | --------------------------------------------- | --------------------------------------------- | ------------------------------- | ---------------------------------------------- |
| 1   | Tod                                           | 죽음                                          | 15. Dez. 2023                   | 15. Dez. 2023                                  |
| 2   | Warum man in die Hölle kommt                  | 지옥에 가는 이유                              | 15. Dez. 2023                   | 15. Dez. 2023                                  |
| 3   | Der Tod kann einem nichts wegnehmen           | 죽음은 아무것도 가져가지 못한다.              | 15. Dez. 2023                   | 15. Dez. 2023                                  |
| 4   | Warum man den Tod fürchtet                    | 죽음이 두려운 이유                            | 15. Dez. 2023                   | 15. Dez. 2023                                  |
| 5   | Man kann den Fängen des Todes nicht entrinnen | 죽음의 틀을 깨고 죽음과 싸우는 건 불가능하다. | 5. Jan. 2024                    | 5. Jan. 2024                                   |
| 6   | Erinnerung                                    | 기억                                          | 5. Jan. 2024                    | 5. Jan. 2024                                   |
| 7   | Gelegenheit                                   | 기회                                          | 5. Jan. 2024                    | 5. Jan. 2024                                   |
| 8   | Such nicht nach dem Tod, er wird dich finden  | 죽음을 찾지 말라. 죽음이 당신을 찾을 것이다   | 5. Jan. 2024                    | 5. Jan. 2024                                   |